# フォトロン M&E ソリューションズ
フォトロン M&E ソリューションズ株式会社（英: Photron M&E Solutions Inc.）は、株式会社フォトロンの子会社で、病院の循環器部門向けにDICOM動画ネットワーク製品群の開発・製造・販売・サポートをしてるメーカーである。

## 概要
病院の循環器部門向けにDICOM製品群として、DICOMビューワ・DICOM動画サーバ・レポーティングシステム・透視像録画配信システム・手術映像収録配信システム・循環器内科向け映像収録配信システムの開発・製造を行っているメーカー。
旧社名はフォトロン メディカル イメージング株式会社。2017年に現社名に変更。

## 沿革
- 1999年（平成11年）- 株式会社フォトロン内に「MEシステム課」を設立[1]。
- 2007年（平成19年）- フォトロン メディカル イメージング株式会社を設立[1]。
- 2015年（平成27年）- 本社を東京都千代田区富士見から東京都千代田区神田神保町に移転。
- 2017年（平成29年）- 株式会社フォトロンの教育映像システム事業を譲受[1]。
- 2017年（平成29年）- フォトロン Ｍ＆Ｅ ソリューションズ株式会社に社名を変更[1]。
- 2017年（平成29年）- 設立10周年。
- 2020年（令和2年）- 教育映像システム事業を親会社である株式会社フォトロンに譲受。

## 事業

### 医用画像システム事業
事業内容
- 病院の循環器部門向けにDICOM動画ネットワーク製品群の開発・製造・販売・サポート。ブランド名「Kada」シリーズとして展開。

製品
- DICOMビューワ（製品名：Kada-View）
- DICOM動画サーバ（製品名：Kada-Serve）
- レポーティングシステム（製品名：Kada-Report）
- 透視像録画配信システム（製品名：Kada-Rec）
- 手術映像収録配信システム（製品名：Kada-OR）
- 循環器内科向け映像収録配信システム（製品名：Kada-Live）

取扱品
- TAVI術前シミュレーションソフトウェア
- 心機能解析ソフトウェア

活用されているフィールド
- 民間・大学病院施設

## 拠点
- 本社 - 東京都千代田区神田神保町一丁目105番地 神保町三井ビルディング21階

## グループ会社
- 株式会社フォトロン
- アイチップス・テクノロジー株式会社
- 株式会社IPモーション
- PHOTRON USA, INC.
- PHOTRON EUROPE LIMITED
- PHOTRON（SHANGHAI）LIMITED
- PHOTRON VIETNAM TECHNICAL CENTER LTD.
- Photron Deutschland GmbH
- Motion Engineering Company